# Paraespècie
Una paraespècie (una espècie parafilètica) és una espècie, viva o fòssil, que ha donat lloc a una o més espècies filles sense arribar a extingir-se. Les espècies geogràficament esteses que han donat lloc a una o més espècies filles com a aïllaments perifèrics sense arribar a extingir-se (és a dir, mitjançant l'especiació peripàtrica) són exemples de paraespècies. Un exemple ben conegut és l'evolució dels humans moderns Homo sapiens a partir de l'espècie ancestral Homo rhodesiensis.
Les paraespècies eren una conseqüència lògica de la teoria evolutiva (Crisp i Chandler, 1996), i són realitats empíriques en molts tàxons terrestres i aquàtics.
L'evolució de l'os polar a partir de l'os bru és un exemple ben documentat d'una espècie viva que va donar lloc a una altra espècie viva. Un altre exemple de paraespècie viva és el tuatara Sphenodon punctatus de l'illa nord de Nova Zelanda, que va donar lloc al tuatara Sphenodon guntheri de l'illa dels Germans (Brothers Island). Un tercer exemple de paraespècie viva és l'Empidonax occidentalis.